# Erik Juárez Blanquet
Erik Juárez Blanquet (Tangamandapio, Michoacán, México, 29 de octubre de 1980-Morelia, Michoacán, 10 de marzo de 2020) fue un político mexicano, miembro del Partido de la Revolución Democrática (PRD). Fue presidente municipal de Angamacutiro, diputado federal y dos veces diputado al Congreso de Michoacán.[cita requerida]

## Reseña biográfica
Erik Juárez Blanquet fue licenciado en educación primaria, egresado de la Escuela Normal Rural Vasco de Quiroga de Tiripetío, y licenciado en Derecho por la Universidad Michoacana de San Nicolás de Hidalgo. Tuvo estudios de posgrado en enseñanza del inglés como segunda lengua.[cita requerida]
Fue integrante de la Coordinadora Nacional de Trabajadores de la Educación (CNTE), agrupación que domina la sección 18 del Sindicato Nacional de Trabajadores de la Educación (SNTE) y en la que se desempeñó como coordinador sindical. Fue presidente del comité municipal del PRD en Angamacutiro de 2006 a 2007 y consejero nacional del mismo partido de 2013 a 2015 y estatal en el último año.[cita requerida]
En las elecciones de 2007, fue postulado y electo presidente municipal de Angamacutiro, donde encabezó el ayuntamiento de 2008 a 2011, y al concluir su periodo fue elegido por primera ocasión diputado al Congreso del Estado de Michoacán, a la LXXII Legislatura, de 2012 a 2015, en donde fue vicepresidente de la Mesa Directiva, presidente de la comisión de Desarrollo Rural e integrante de la comisión inspectora de la Auditoría Superior de Michoacán y del Comité de Administración y Control.[cita requerida]
En 2015 fue a su vez electo diputado federal en representación del Distrito 2 de Michoacán a la LXIII Legislatura, que culminó en 2018. En ella, fue presidente de la comisión de exbraceros, secretario de la comisión de Seguridad Social y de la comisión de Vivienda, e integrante de la comisión de Desarrollo Rural.[cita requerida]
Pidió licencia al cargo de diputado federal entre el 12 de abril y el 6 de julio de 2018, para ser candidato a diputado al Congreso del estado, siendo electo por segunda ocasión por la vía plurinominal a la LXXIV Legislatura; asumió el cargo el mismo año.[cita requerida]

### Fallecimiento
Falleció a los treinta y nueve años el 10 de marzo de 2020, en un atentado con arma de fuego mientras circulaba en un vehículo junto a sus colaboradores por la avenida Morelos Norte de la ciudad de Morelia. Dos desconocidos montados en una motocicleta dieron alcance al vehículo y, tras cerrarle el paso, dispararon contra sus ocupantes. Dos personas fueron detenidas poco después como autores del crimen, mismas que fueron puestas en libertad por su inocencia, el crimen sigue impune y su familia clama justicia.
.